# Dekanat Wielopole Skrzyńskie
Dekanat Wielopole Skrzyńskie – dekanat diecezji rzeszowskiej składający się z 8 parafii:
- Brzeziny, pw. św. Mikołaja,
- Glinik, pw. św. Maksymiliana Kolbe,
- Łączki Kucharskie, pw. św. Bartłomieja Apostoła,
- Mała, pw. św. Michała Archanioła,
- Nawsie, pw. św. Andrzeja Boboli,
- Niedźwiada, pw. Chrystusa Króla,
- Szufnarowa, pw. Matki Bożej Ostrobramskiej,
- Wielopole Skrzyńskie, pw. Wniebowzięcia NMP,